# Pancole
Pancole is een plaats (frazione) in de Italiaanse gemeente Scansano.